# Kid Gloves (film 1929)
Kid Gloves è un film muto del 1929 diretto da Ray Enright. Girato muto, venne sonorizzato e distribuito in una versione in sette rulli. A Robert Lord si deve sia la sceneggiatura che le didascalie per la versione muta. Il soggetto era di Fred Myton.

## Produzione
Al film, prodotto dalla Warner Bros. e girato muto, vennero aggiunte scene parlate, effetti sonori e colonna sonora utilizzando il sistema mono Vitaphone. La versione muta era di 1.488,95 metri (5 rulli), quella sonora di 1.900,43 metri (7 rulli).

## Distribuzione
Il copyright del film, richiesto dalla Warner, fu registrato il 19 marzo 1929 con il numero LP228.
Distribuito dalla Warner Bros., il film uscì nelle sale cinematografiche statunitensi il 23 marzo 1929. In Brasile, fu distribuito con il titolo Luvas de Pelica.